# Вилијамстон (Мичиген)
Вилијамстон (енгл. Williamston) град је у америчкој савезној држави Мичиген. По попису становништва из 2010. у њему је живело 3.854 становника.

## Демографија
Према попису становништва из 2010. у граду је живело 3.854 становника, што је 413 (12,0%) становника више него 2000. године.
| Група             | 2000.         | 2010.         |
| Белци             | 3.269 (95,0%) | 3.557 (92,3%) |
| Афроамериканци    | 6 (0,2%)      | 36 (0,9%)     |
| Азијати           | 24 (0,7%)     | 41 (1,1%)     |
| Хиспаноамериканци | 101 (2,9%)    | 118 (3,1%)    |
| Укупно            | 3.441         | 3.854         |